# Наддністрянський реґіональний словник
«Наддністрянський реґіональний словник» — діалектологічний словник Гаврила Шила, створений на підставі значної за обсягом лексичної картотеки, що зберігається у відділі діалектології Інституту української мови HAH України.
Як зазначив автор у передмові, «словник дасть новий, свіжий матеріал для діалектології, матиме не тільки наукове, а й практичне значення».

## Склад словника
«Наддністрянський регіональний словник» — це словник диференційного типу. До його складу увійшла діалектна лексика, зібрана з території Львівської, Тернопільської та північних районів Івано-Франківської областей У словник уведено мікротопоніми від рідковживаних загальних назв, проте власних особових назв до словника не введено.

## Матеріал словника
«Наддністрянський регіональний словник» побудований на матеріалі картотеки, що нараховує близько ста тисяч карток. Упродовж 25 років автор збирав матеріал під час експедицій і поїздок у різних населених пунктах Львівської, Тернопільської і північних районів Івано-Франківської областей.
Матеріал зібрано у близько 500 населених пунктах. Окрім цього, автор вибірково використав матеріал таких опублікованих праць, як:
- І. Верхратський. Говір батюків, Львів, 1912 (В);
- К. Dejna. Gwary Tarnopolszczyzny, Вроцлав, 1957;
- К. Dejna. Podolsko-wołyńskie pogranicze językowe, Тернопіль, 1938 (Д);
- J. Janów. Gwara małoruska Moszkowicz і Siwki Naddniestrzańskiej, Львів, 1926 (Я);
- M. Karaś. Studia nad dialektologią ukraińską i polską, Краків, 1975 (M).

Остання робота була першою спробою укласти словник Галичини, яка проте так і залишилася незавершеною. Також було використано збірники текстів, які записали на магнітофон працівники Інституту мовознавства ім. О. О. Потебні Академії наук УРСР.

## Тематика
У Словнику широко представлено лексику з різних ділянок матеріальної і духовної культури населення: ремісничу термінологію будівництва, бондарства, ковальства, рільництва, бджільництва, токарства, вівчарства, назви реалій, їхніх частин, назви ягід, фруктів і грибів, назви птахів, риб і звірів, назви явищ природи, а також абстрактну і загальнонародну лексику, а також фразеологію.

## Структура словника
Реєстрові слова у Словнику здебільшого подано в сучасному літературному нормативному написанні за абеткою, на підставі польових записів наведено у словникових статтях і текстові ілюстрації, записані фонетичною транскрипцією.
Якщо варіанти слова віддалені одні від одних, то автор робив відповідні відсилачі до основного, на його думку, слова. Часто у Словнику використано так звані «драбинчасті покликання», коли тлумачення подано біля основного слова, варіанти якого, наведені за абеткою, поєднує ланцюжок відсилачів (за допомогою позначки Дме.).
Тлумачення у Словнику подано за допомогою літературного відповідника, описового тлумачення, відсилача до основого слова.
Дуже поширені прикінцеві відсилання з позначкою Див. ще, які скеровують до варіантів та синонімів конкретного реєстрового слова.

## Населені пункти
Загалом було опрацьовано матеріал із понад 650 сіл та містечок Галичини. Населені пункти, діалектологічний матеріал з яких подано у словнику:

### А
- Арламівська Воля (Мостиський район)
- Андріївка (Буський район)
- Антонівка (Жидачівський район)
- Артасів (Жовківський район)
- Артищів (Городоцький район)

### Б
- Білий Камінь (Золочівський район)
- Баворів (Тернопільський район)
- Базар (Чортківський район)
- Баківці (Жидачівський район)
- Банюнин (Кам'янка-Бузький район)
- Батятичі (Кам'янка-Бузький район)
- Безброди (Буський район)
- Бережниця (Жидачівський район)
- Березець (Городоцький район)
- Березівка (Радехівський район)
- Берестяни (Самбірський район)
- Бертишів (Жидачівський район)
- Библо (Старосамбірський район)
- Биків (Мостиський район)
- Бистриця (Дрогобицький район)
- Бишів (Радехівський район)
- Бишки (Козівський район)
- Бишків (Жовківський район)
- Біла (Чортківський район)
- Білоголови (Зборівський район)
- Білозірка (Лановецький район)
- Більче (Миколаївський район)
- Білявинці (Бучацький район)
- Бірки (Яворівський район)
- Бісковичі (Самбірський район)
- Блажів (Самбірський район)
- Боброїди (Жовківський район)
- Бовшів (Галицький район)
- Боднарів (Калуський район)
- Болехівці (Дрогобицький район)
- Боложинів (Буський район)
- Болозів (Старосамбірський район)
- Бонишин (Золочівський район)
- Боратин (Бродівський район)
- Борсуки (Лановецький район)
- Бортники (Жидачівський район)
- Боршів (Перемишлянський район)
- Борщовичі (Пустомитівський район)
- Братківці (Стрийський район)
- Бринці-Загірні (Жидачівський район)
- Бродки (Миколаївський район)
- Брониця (Дрогобицький район)
- Брошнів (Рожнятівський район)
- Буданів (Теребовлянський район)
- Буковина (Жидачівський район)
- Бунів (Яворівський район)
- Бурканів (Теребовлянський район)
- Бутини (Сокальський район)
- Буховичі (Мостиський район)

### В
- Велика Березовиця (Тернопільський район)
- Велика Білина (Самбірський район)
- Великі Бірки (Тернопільський район)
- Велика Вільшаниця (Золочівський район)
- Верхні Гаї (Дрогобицький район)
- Великі Глібовичі (Перемишлянський район)
- Великий Глибочок (Тернопільський район)
- Великі Дідушичі (Стрийський район)
- Верхній Дорожів (Дрогобицький район)
- Великий Любінь (Городоцький район)
- Верхнє Синьовидне (Сколівський район)
- Верхній Струтинь (Рожнятівський район)
- Велика Сушиця (Старосамбірський район)
- Великий Ходачків (Козівський район)
- Ваньковичі (Самбірський район)
- Ваньовичі (Самбірський район)
- Васильків (Чортківський район)
- Васильківці (Гусятинський район)
- Васючин (Рогатинський район)
- Великополе (Яворівський район)
- Вербляни (Буський район)
- Верещиця (Яворівський район)
- Верин (Миколаївський район)
- Вертелка (Зборівський район)
- Верхньодорожнє (Миколаївський район)
- Верхняківці (Борщівський район)
- Верчани (Стрийський район)
- Викоти (Самбірський район)
- Винники (Дрогобицький район)
- Висічка (Борщівський район)
- Вишнів (Рогатинський район)
- Вишнівчик (Перемишлянський район)
- Віднів (Жовківський район)
- Віжомля (Яворівський район)
- Вікно (Гусятинський район)
- Вільхівці (Жидачівський район)
- Вістря (Монастириський район)
- Вовків (Перемишлянський район)
- Вовчатичі (Жидачівський район)
- Вовче (Турківський район)
- Вовчухи (Городоцький район)
- Волиця (Сокальський район)
- Володимирці (Жидачівський район)
- Волосянка (Сколівський район)
- Волоща (Дрогобицький район)
- Волощина (Перемишлянський район)
- Воля-Баранецька (Самбірський район)
- Воля-Добростанська (Яворівський район)
- Воля Якубова (Дрогобицький район)
- Воробіївка (Зборівський район)
- Вороблевичі (Дрогобицький район)
- Вороблячин (Яворівський район)
- Воронів (Сокальський район)
- Вороняки (Золочівський район)
- Воскресинці (Рогатинський район)
- Воютичі (Самбірський район)
- Вузлове (Радехівський район)
- В'язова (Жовківський район)

### Г
- Гадинківці (Чортківський район)
- Гаї-Розтоцькі (Зборівський район)
- Гайворонка (Теребовлянський район)
- Галичани (Городоцький район)
- Ганачівка (Перемишлянський район)
- Гарбузів (Зборівський район)
- Геленки (Козівський район)
- Гійче (Жовківський район)
- Гірне (Стрийський район)
- Гірське (Миколаївський район)
- Глибока (Старосамбірський район)
- Глибочок (Борщівський район)
- Глиниці (Яворівський район)
- Глинськ (Жовківський район)
- Глиняни (Золочівський район)
- Глушин (Бродівський район)
- Гниловоди (Гвардійське) (Теребовлянський район)
- Гніздичів (Жидачівський район)
- Гоголів (Радехівський район)
- Годині (Мостиський район)
- Годів (Зборівський район)
- Голгоча (Підгаєцький район)
- Голдовичі (Жидачівський район)
- Гологори (Золочівський район)
- Гонятичі (Миколаївський район)
- Горбачі (Пустомитівський район)
- Горбків (Сокальський район)
- Гординя (Самбірський район)
- Горинка (Кременецький район)
- Гориславичі (Мостиський район)
- Городище (Самбірський район)
- Городниця (Гусятинський район)
- Городниця (Підволочиський район)
- Городовичі (Старосамбірський район)
- Городок
- Горошова (Борщівський район)
- Горпин (Кам'янка-Бузький район)
- Грабова (Буський район)
- Грабово (Золочівський район)
- Гранки-Кути (Миколаївський район)
- Гребінці (Жовківський район)
- Гримайлів (Гусятинський район)
- Грімне (Городоцький район)
- Грусятичі (Жидачівський район)
- Грушатичі (Старосамбірський район)
- Грушів (Дрогобицький район)
- Грушка (Тлумацький район)
- Губичі (Старосамбірський район)
- Гукалівці (Зборівський район)
- Гуменець (Пустомитівський район)
- Гумниська (Буський район)
- Гуштин (Борщівський район)
- Гущанки (Підволочиський район)

### Д
- Дальнич (Кам'янка-Бузький район)
- Данилівці (Зборівський район)
- Дарахів (Теребовлянський район)
- Дармолівка (Яворівський район)
- Дацьки (Яворівський район)
- Двірці (Сокальський район)
- Демня (Миколаївський район)
- Дернів (Кам'янка-Бузький район)
- Джурин (Чортківський район)
- Дзвиняч (Заліщицький район)
- Діброва (Рогатинський район)
- Дідилів (Кам'янка-Бузький район)
- Дітківці (Бродівський район)
- Дмитрів (Радехівський район)
- Дмитровичі (Пустомитівський район)
- Добрівляни (Дрогобицький район)
- Добрівляни (Заліщицький район)
- Доброгостів (Дрогобицький район)
- Добромиль (Старосамбірський район)
- Добромірка (Збаразький район)
- Добротвір (Кам'янка-Бузький район)
- Добряни (Миколаївський район)
- Довге (Дрогобицький район)
- Довголука (Стрийський район)
- Довгомостиська (Мостиський район)
- Долішнє ?
- Долобів (Самбірський район)
- Домажир (Яворівський район)
- Дрогомишль (Яворівський район)
- Дроховичі (Жидачівський район)
- Дубаневичі (Городоцький район)
- Дуб'є (Бродівський район)
- Дубляни (Самбірський район)
- Дубровиця (Яворівський район)
- Дуліби (Ходорівська громада)
- Дуліби (Грабовецько-Дулібівська громада)
- Дусанів (Перемишлянський район)

### Є
- Єзупіль (Тисменицький район)
- Єлиховичі (Золочівський район)

### Ж
- Квітневе (Жабокряки) (Жидачівський район)
- Желдець (Кам'янка-Бузький район)
- Жирова (Жидачівський район)
- Жуків (Бережанський район)
- Жулин (Стрийський район)
- Журавно (Жидачівський район)

### З
- Зелений Гай (Городоцький район)
- Зелений Гай (Заліщицький район)
- Золота Слобода (Козівський район)
- Забава (Радехівський район)
- Забір'я (Жовківський район)
- Заболотівці (Жидачівський район)
- Завада (Мостиський район)
- Завадів (Яворівський район)
- Завидче (Радехівський район)
- Зав'язанці (Мостиський район)
- Загір'я (Зборівський район)
- Загребелля (Зборівський район)
- Задарів (Монастириський район)
- Задвір'я (Буський район)
- Заліски (Жидачівський район)
- Залісся (Борщівський район) чи Чортківський район
- Залужани (Дрогобицький район)
- Залужжя (Яворівський район)
- Залуччя (Коломийський район)
- Замочок (Жовківський район)
- Запитів (Кам'янка-Бузький район)
- Зарайське (Самбірський район)
- Заруддя (Збаразький район)
- Зарудці (Жовківський район)
- Заставне (Золочівський район)
- Застіноче (Теребовлянський район)
- Затока (Яворівський район)
- Зашків (Львівський район)
- Збараж (Збаразький район)
- Збора (Калуський район)
- Звенигород (Пустомитівський район)
- Золотковичі (Мостиський район)
- Зоротовичі (Старосамбірський район)
- Зубрець (Бучацький район)

### І
- Іване-Пусте (Борщівський район)
- Нагуєвичі (Івана-Франка) (Дрогобицький район)
- Івано-Франкове (Яворівський район)
- Іванівці (Іванівка) (Коломийський район)
- Іванівці (Жидачівський район)
- Іванків (Борщівський район)
- Іванчани (Збаразький район)
- Ілавче (Теребовлянський район)
- Ілів (Миколаївський район)

### Й
- Йосипівка (Буський район)

### К
- Кабарівці (Зборівський район)
- Кавське (Стрийський район)
- Калинівка (Яворівський район)
- Кальне (Козівський район)
- Кам'яне (Жидачівський район)
- Кам'янки (Підволочиський район)
- Кам'янобрід (Яворівський район)
- Карів (Сокальський район)
- Касперівці (Заліщицький район)
- Качанівка (Підволочиський район)
- Керниця (Городоцький район)
- Кимир (Перемишлянський район)
- Кізлів (Буський район)
- Кінашів (Галицький район)
- Клебанівка (Підволочиський район)
- Клекотів (Бродівський район)
- Климець (Сколівський район)
- Кліцько (Городоцький район)
- Клювинці (Гусятинський район)
- Княгиничі (Рогатинський район)
- Княжпіль (Старосамбірський район)
- Ковалівка (Монастириський район)
- Козаківка (Долинський район, Болехів)
- Козова (Козівський район)
- Козярі (Підволочиський район)
- Колоденці (Кам'янка-Бузький район)
- Колтів (Золочівський район)
- Комарів (Галицький район)
- Комарівка (Бережанський район)
- Комарно (Городоцький район)
- Конюхи (Козівський район)
- Конюхів (Стрийський район)
- Конюшки (Рогатинський район)
- Конюшків (Бродівський район)
- Кореличі (Перемишлянський район)
- Корналовичі (Самбірський район)
- Корничі (Самбірський район)
- Коропуж (Городоцький район)
- Коросно (Перемишлянський район)
- Коростовичі (Галицький район)
- Корчин (Радехівський район)
- Корчів (Сокальський район)
- Косівець (Городоцький район)
- Котоване (Дрогобицький район)
- Которини (Жидачівський район)
- Коцурів (Пустомитівський район)
- Кошляки (Підволочиський район)
- Красносільці (Золочівський район)
- Крехів (Жовківський район)
- Креховичі (Рожнятівський район)
- Криве (Підволочиський район)
- Кривеньке (Чортківський район)
- Кривки (Теребовлянський район)
- Криниця (Миколаївський район)
- Кропивник (Старосамбірський район)
- Крукеничі (Мостиський район)
- Крушельниця (Сколівський район)
- Кугаїв (Пустомитівський район)
- Кудинівці (Зборівський район)
- Кудирявці (Буський район)
- Куликів (Жовківський район або Радехівський район)
- Куличків (Сокальський район)
- Кульчиці (Самбірський район)
- Купче (Буський район)
- Купчинці (Козівський район)
- Курівці (Зборівський район)
- Куропатники (Бережанський район)
- Куряни (Бережанський район)
- Кути (Буський район)
- Кутище (Бродівський район)
- Куткір (Буський район)

### Л
- Лаврів (Старосамбірський район)
- Лагодів (Перемишлянський район)
- Лани (Перемишлянський район)
- Ласківці (Теребовлянський район)
- Лежанівка (Гусятинський район)
- Лелехівка (Яворівський район)
- Летня (Дрогобицький район)
- Лешнів (Бродівський район)
- Липівці (Перемишлянський район)
- Липник (Жовківський район)
- Липовець (Яворівський район)
- Лисків (Жидачівський район)
- Лисовичі (Стрийський район)
- Лівчиці (Городоцький район або Жидачівський район)
- Лідихів (Кременецький район)
- Лісновичі (Городоцький район)
- Лісок (Буський район або Яворівський район)
- Літиня (Дрогобицький район)
- Літятин (Бережанський район)
- Лішня (Дрогобицький район)
- Ліщини (Жидачівський район)
- Лозино (Яворівський район)
- Лолин (Долинський район)
- Лоні (Перемишлянський район)
- Лопатин (Радехівський район)
- Лопушниця (Старосамбірський район)
- Луб'яна (Миколаївський район)
- Лугове (Бродівський район)
- Лука (Золочівський район)
- Луки (Самбірський район)
- Лучинці (Рогатинський район)
- Лучиці (Сокальський район)
- Лучківці (Бродівський район)
- Лучківці (Гусятинський район)
- Любеля (Жовківський район)
- Любешка (Перемишлянський район)
- Любині (Яворівський район)
- Любша (Жидачівський район)
- Людвище (Шумський район)
- Лютовиська (Старосамбірський район)

### М
- Малий Дорошів (Жовківський район)
- Малий Любінь (Городоцький район)
- Мала Озимина (Самбірський район)
- Малі Підліски (Жовківський район)
- Мавковичі (Городоцький район)
- Магерів (Жовківський район)
- Максимівка (Збаразький район)
- Малнів (Мостиський район)
- Маркопіль (Бродівський район)
- Махнівці (Золочівський район)
- Меденичі (Дрогобицький район)
- Мединя (Галицький район)
- Медова (Козівський район)
- Межиріччя (Сокальський район)
- Мельники (Яворівський район)
- Мельнич (Жидачівський район)
- Мечищів (Бережанський район)
- Миколаїв (Радехівський район)
- Миколаївка (Бучацький район)
- Мильне (Зборівський район)
- Милятин (Городоцький район)
- Мирне (Бережанський район)
- Миртюки (Стрийський район)
- Михайлевичі (Дрогобицький район)
- Михайлівка (Сокальський район)
- Міжріччя (Болехівський район)
- Містковичі (Самбірський район)
- Мозолівка (Підгаєцький район)
- Мокротин (Жовківський район)
- Мокряни (Дрогобицький район)
- Молодинче (Жидачівський район)
- Монастирець (Городоцький район)
- Монастирець (Жидачівський район)
- Монастириська (Монастириський район)
- Монилівка (Зборівський район)
- Морозовичі (Старосамбірський район)
- Мостиська (Мостиський район)
- Мошківці (Калуський район)
- Мужилів (Бережанський район)
- Мужиловичі (Яворівський район)
- Мухавка (Чортківський район)
- Мшана (Городоцький район)
- Мшанець (Старосамбірський район)

### Н
- Нагірне (Мостиський район)
- Нагірне (Самбірський район)
- Нагірці (Жовківський район)
- Нагірянка (Чортківський район)
- Надиби (Старосамбірський район)
- Накваша (Бродівський район)
- Наконечне Перше (Яворівський район)
- Наконечне Друге (Яворівський район)
- Нараїв (Бережанський район)
- Настасів (Тернопільський район)
- Нежухів (Стрийський район)
- Незвисько (Городенківський район)
- Немирів (Яворівський район)
- Неслухів (Кам'янка-Бузький район)
- Нестаничі (Радехівський район)
- Нетерпинці (Зборівський район)
- Нивиці (Радехівський район)
- Нижанковичі (Старосамбірський район)
- Нижбірок (Гусятинський район)
- Нижнє Кривче (Борщівський район)
- Нижнє Синьовидне (Сколівський район)
- Нижні Гаї (Дрогобицький район)
- Нижчі Луб'янки (Збаразький район)
- Нижнів (Тлумацький район)
- Низи (Сокальський район)
- Ніговичі (Мостиський район)
- Нова Кам'янка (Жовківський район)
- Нова Скварява (Жовківський район)
- Нове Село (Підволочиський район)
- Новий Витків (Радехівський район)
- Новий Яричів (Кам'янка-Бузький район)
- Нові Стрілища (Жидачівський район)
- Новосілка (Підволочиський район)
- Новосілка (Підгаєцький район)
- Новосільці (Жидачівський район)
- Новошини (Жидачівський район)

### О
- Обидів (Кам'янка-Бузький район)
- Ободівка (Підволочиський район)
- Оброшине (Пустомитівський район)
- Оглядів (Радехівський район)
- Ожидів (Буський район)
- Озерна (Зборівський район)
- Окопи (Борщівський район)
- Олексинці (Борщівський район)
- Опори (Дрогобицький район)
- Оришківці (Гусятинський район)
- Орховичі (Самбірський район)
- Орява (Сколівський район)
- Остап'є (Підволочиський район)
- Остапківці (Зборівський район)
- Осташівці (Зборівський район)
- Острів (Миколаївський район)
- Отиневичі (Жидачівський район)

### П
- Панасівка (Підволочиський район)
- Переволока (Бучацький район)
- Переволочна (Буський район)
- Перегінське (Рожнятівський район)
- Перегноїв (Золочівський район)
- Передвір'я (Яворівський район)
- Малі Передримихи (Жовківський район)
- Переходи (Чортківський район)
- Петричі (Буський район)
- Печенія (Золочівський район)
- Пилипче (Борщівський район)
- Пиратин (Радехівський район)
- Підберізці (Пустомитівський район)
- Підбуж (Дрогобицький район)
- Підвисоке (Бережанський район)
- Підгайчики (Золочівський район або Самбірський район)
- Підгать (Мостиський район)
- Підгірці (Стрийський район)
- Підгороддя (Рогатинський район)
- Підгородне (Золочівський район)
- Піддністряни (Жидачівський район)
- Підліски (Жидачівський район)
- Підлісся (Жовківський район)
- Підлуби (Яворівський район)
- Під'ярків (Перемишлянський район)
- Піски (Пустомитівський район)
- Пісочна (Миколаївський район)
- Плісняни (Зборівський район)
- Плотича (Тернопільський район)
- Плотича (Козівський район)
- Плугів (Золочівський район)
- Побужани (Буський район)
- Повітно (Городоцький район)
- Погрібці (Зборівський район)
- Подорожнє (Жидачівський район)
- Подорожнє (Стрийський район)
- Подусільна (Перемишлянський район)
- Покрівці (Жидачівський район)
- Поляни (Золочівський район)
- Поляниця (Долинський район)
- Пониковиця (Бродівський район)
- Попелі (Дрогобицький район)
- Попівці (Бродівський район)
- Поповичі (Мостиський район)
- Поручин (Бережанський район)
- Потелич (Жовківський район)
- Поториця (Сокальський район)
- Потутори (Бережанський район)
- Привітне (Бережанський район)
- Пробіжна (Чортківський район)
- Пукеничі (Стрийський район)
- Путятинці (Рогатинський район)

### Р
- Рава-Руська (Жовківський район)
- Руда-Сілецька (Кам'янка-Бузький район)
- Равське (Жовківський район)
- Раделичі (Миколаївський район)
- Радохинці (Мостиський район)
- Рай (Бережанський район)
- Ракова (Старосамбірський район)
- Ракобовти (Буський район)
- Ралівка (Самбірський район)
- Реклинець (Сокальський район)
- Ремезівці (Золочівський район)
- Ременів (Кам'янка-Бузький район)
- Речичани (Городоцький район)
- Рибники (Бережанський район)
- Рихтичі (Дрогобицький район)
- Ріпинці (Бучацький район)
- Ріпнів (Буський район)
- Річки (Жовківський район)
- Рогатин (Рогатинський район)
- Рогачин (Бережанський район)
- Рогізно (Жидачівський, Самбірський чи Яворівський район)
- Родатичі (Городоцький район)
- Розвадів (Миколаївський район)
- Розділ (Миколаївський район)
- Розжалів (Радехівський район)
- Ролів (Дрогобицький район)
- Романівка (Теребовлянський район)
- Росохач (Сколівський район)
- Татаринів (Рубанівка) (Городоцький район)
- Руда (Жидачівський район)
- Руданці (Кам'янка-Бузький район)
- Рудники (Миколаївський район)
- Рудно (Залізничний район м.Львова)

### С
- Старі Броди (тепер у складі м. Броди)
- Старий Добротвір (Кам'янка-Бузький район)
- Старий Кропивник (Дрогобицький район)
- Старий Милятин (Буський район)
- Старі Петликівці (Бучацький район)
- Старе Село (Дрогобицький район, Жидачівський район, Жовківський район або Пустомитівський район)
- Стара Сіль (Старосамбірський район)
- Старий Яричів (Кам'янка-Бузький район)
- Сарни (Яворівський район)
- Саранчуки (Бережанський район)
- Сваричів (Рожнятівський район)
- Свидниця (Яворівський район)
- Свидова (Чортківський район)
- Свірж (Перемишлянський район)
- Семаківці (Городенківський район)
- Семигинів (Стрийський район)
- Семирівка (Яворівський район)
- Серафинці (Городенківський район)
- Серетець (Зборівський район)
- Синява (Збаразький район)
- Сихів (тепер мікрорайон м. Львова)
- Сівка-Войнилівська (Калуський район)
- Сіде (Самбірський район)
- Сілець (Сокальський район)
- Сілець (Сілець-Беньків) (Кам'янка-Бузький район)
- Скварява (Золочівський район)
- Скелівка (Старосамбірський район)
- Скоморохи (Сокальський район)
- Скородинці (Чортківський район)
- Слобідка (Стрийський район)
- Словіта (Золочівський район)
- Смиківці (Тернопільський район)
- Сможе (Сколівський район)
- Смолин (Яворівський район)
- Сморжів (Радехівський район)
- Снятинка (Дрогобицький район)
- Соколів (Теребовлянський район)
- Соколівка (Буський район)
- Солонка (Пустомитівський район)
- Солянуватка (Старосамбірський район)
- Сопіт (Сколівський район або Яворівський район)
- Сопошин (Жовківський район)
- Сосулівка (Чортківський район)
- Ставчани (Пустомитівський район)
- Станимир (Перемишлянський район)
- Станіславчик (Бродівський район)
- Станків (Стрийський район)
- Станківці (Миколаївський район)
- Станькова (Калуський район)
- Старичі (Яворівський район)
- Старява (Старосамбірський район)
- Стенятин (Сокальський район)
- Стінка (Золочівський район)
- Сторона (Дрогобицький район)
- Сторонибаби (Буський район)
- Стоянів (Радехівський район)
- Страдч (Яворівський район)
- Стратин (Рогатинський район)
- Стремільче (Радехівський район)
- Стриганці (Стрийський район)
- Стрілків (Стрийський район)
- Стрільбичі (Старосамбірський район)
- Стрільче (Городенківський район)
- Струсів (Теребовлянський район)
- Струтин (Золочівський район)
- Сугрів (Жидачівський район)
- Сусідовичі (Старосамбірський район)
- Суходоли (Бродівський район)
- Сухостав (Гусятинський район)
- Східниця (підпорядковане до м. Борислав)

### Т
- Тамановичі (Мостиський район)
- Терпилівка (Підволочиський район)
- Тинів (Дрогобицький район)
- Тисів (Долинський район)
- Тишковичі (Мостиський район)
- Товсте (Гусятинський район)
- Товщів (Пустомитівський район)
- Токи (Підволочиський район)
- Томашівці (Калуський район)
- Торгановичі (Старосамбірський район)
- Торське (Заліщицький район)
- Торчиновичі (Старосамбірський район)
- Трибоківці (Жидачівський район)
- Тростянець (Бережанський район)
- Трушевичі (Старосамбірський район)
- Туради (Жидачівський район)
- Тур'я (Буський район)
- Туринка (Жовківський район)
- Тучапи (Городоцький район)
- Тяглів (Сокальський район)
- Тяпче (Долинський район)

### У
- Угнів (Сокальський район)
- Угринів (Бережанський район)
- Улашківці (Чортківський район)
- Уличне (Дрогобицький район)
- Унятичі (Дрогобицький район)
- Уріж (Дрогобицький район)
- Устя (Миколаївський район)
- Ушня (Золочівський район)

### Ф
- Фалиш (Стрийський район)

### Х
- Хильчиці (Золочівський район)
- Хирів (Старосамбірський район)
- Хитрейки (Жовківський район)
- Хлівчани (Сокальський район)
- Хмелівка (Теребовлянський район)
- Берлин (Хмільове) (Бродівський район)
- Ходовичі (Стрийський район)
- Ходорів (Жидачівський район)
- Хоросниця (Мостиський район)
- Хоростків (Гусятинський район)
- Хренів (Кам'янка-Бузький район)
- Худиківці (Борщівський район)

### Ц
- Ценів (Козівський район)

### Ч
- Чорний Ліс (Збаразький район)
- Чорний Острів (Жидачівський район)
- Чагрів (Рогатинський район)
- Чайковичі (Самбірський район)
- Чаниж (Буський район)
- Черневе (Мостиський район)
- Чернилява (Яворівський район)
- Чернихів (Самбірський район)
- Чернихівці (Збаразький район)
- Черниця (Бродівський район)
- Черчик (Яворівський район)
- Черхава (Самбірський район)
- Чижки (Старосамбірський район)
- Чистилів (Тернопільський район)
- Чолгині (Яворівський район)
- Чортків (Чортківський район)
- Чуловичі (Городоцький район)

### Ш
- Шарпанці (Сокальський район)
- Шегині (Мостиський район)
- Шельпаки (Підволочиський район)
- Шибалин (Бережанський район)
- Шили (Збаразький район)
- Шкло (Яворівський район)
- Шманьківці (Чортківський район)
- Шпиколоси (Золочівський район або Сокальський район)
- Шульганівка (Чортківський район)
- Шумляни (Бережанський район)

### Щ
- Щитівці (Заліщицький район)

### Ю
- Юстинівка (Підгаєцький район)

### Я
- Старий Яр (Яжів) (Яворівський район)
- Ямельня (Яворівський район)
- Ямниця (Тисменицький район)
- Ярославичі (Зборівський район)
- Ясениця-Сільна (Дрогобицький район)
- Ясенів (Бродівський район)
- Ясниська (Яворівський район)